# オー (モスケネス)

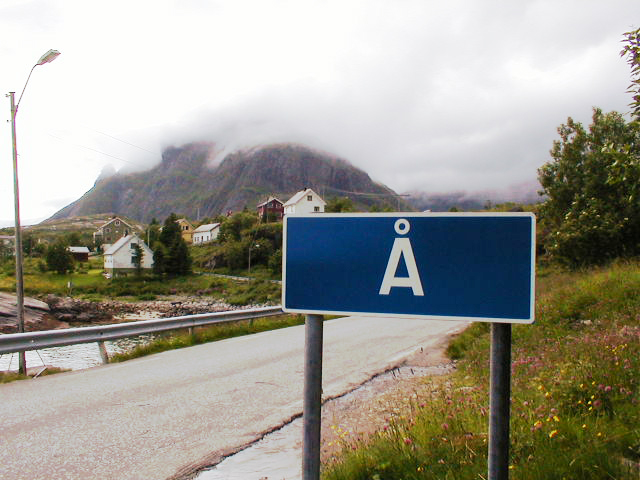
モスケネス郡にあるオーの標識。盗難被害を受けたこともある

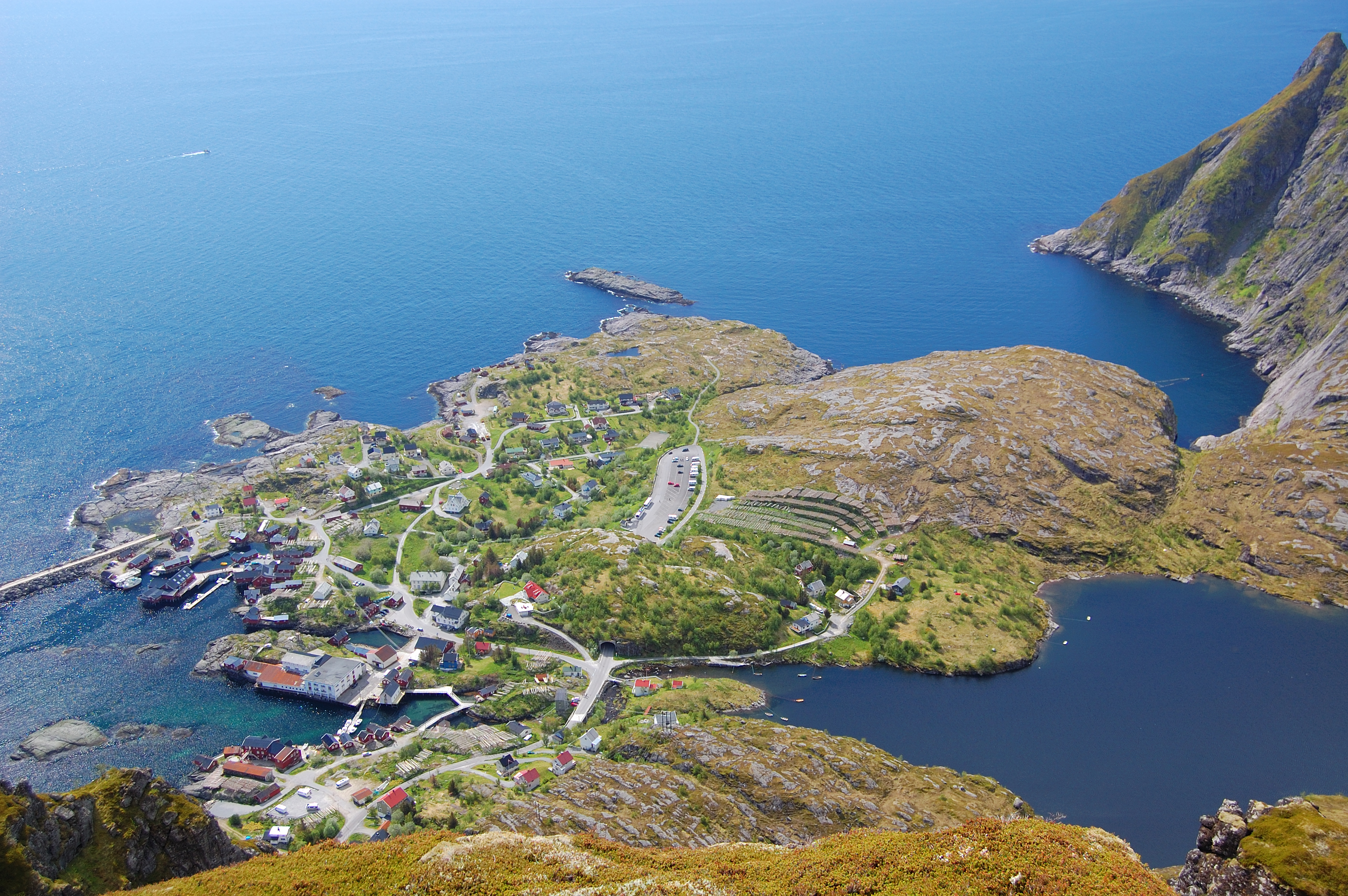
オーの風景

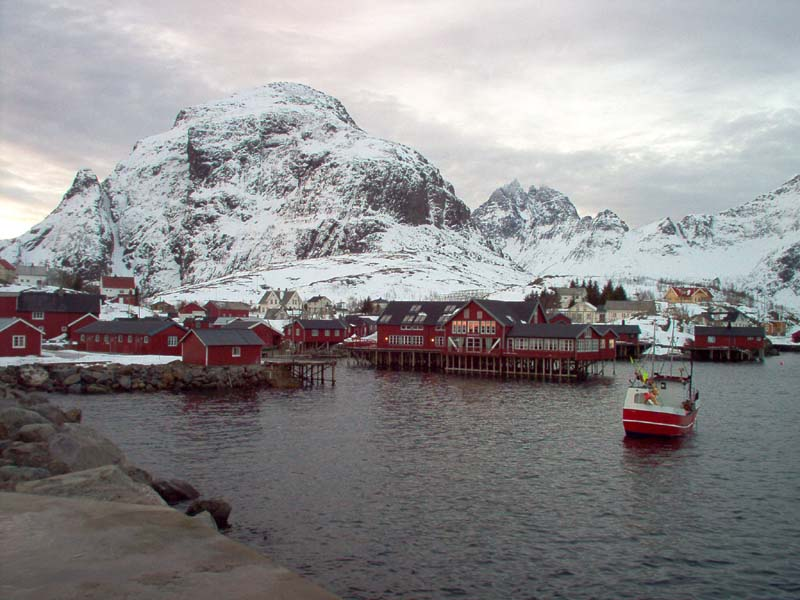
オー（2004年4月撮影）

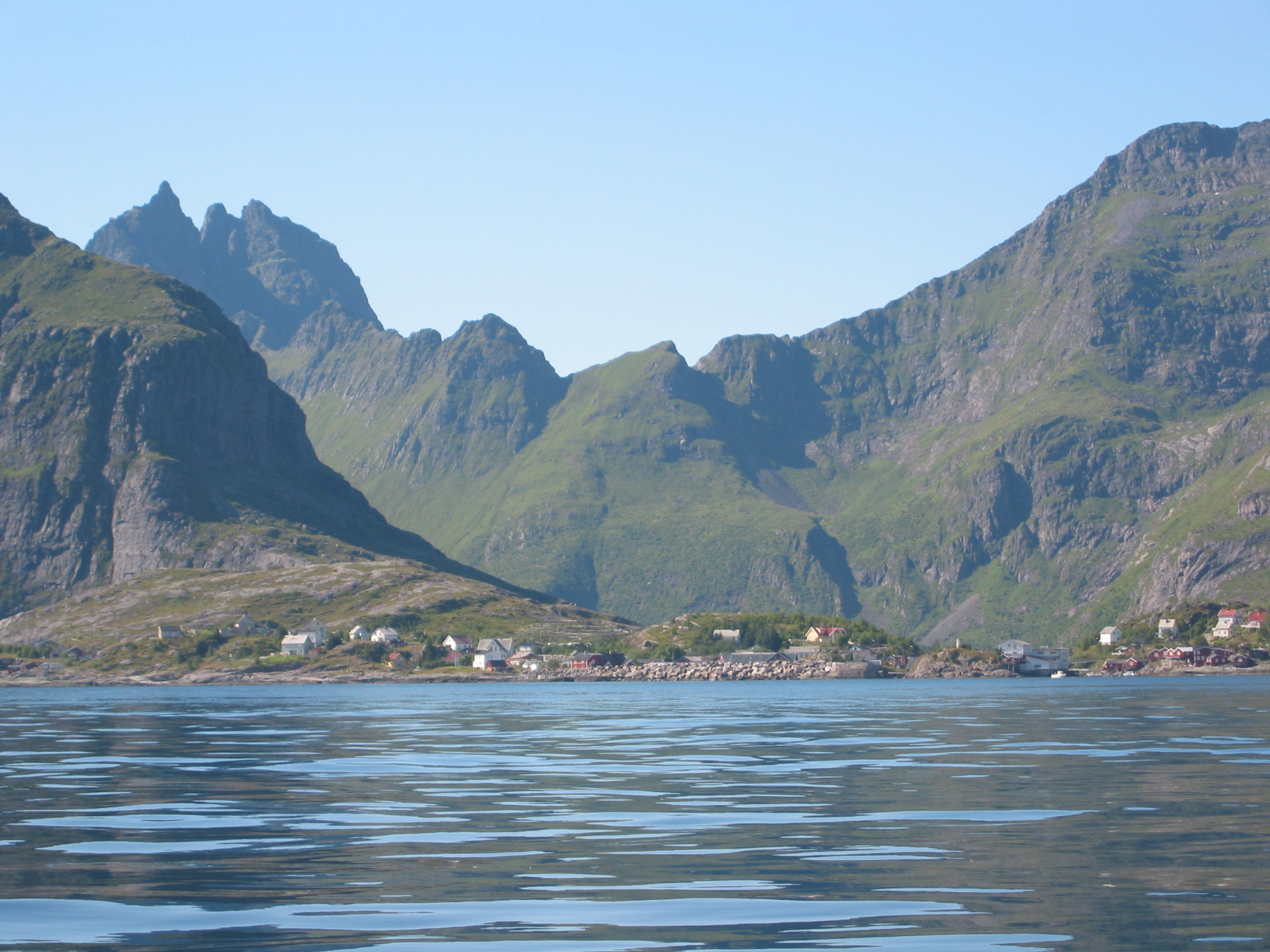
オーのフィヨルド

オー（ノルウェー語: Å、発音：[oː]）はノルウェーのヌールラン県ロフォーテン諸島モスケネス郡（Moskenes）にある村である。北緯67度53分00秒 東経12度59分00秒 / 北緯67.88333度 東経12.98333度に位置する。
オーは伝統的に漁村であり、干物の生産で知られていたが、今日では観光も目立っている。村内にはロフォーテン干物博物館（Lofoten Stockfish Museum）やノルウェー漁村博物館（Norwegian Fishing Village Museum）がある。
村内を欧州自動車道路E10号線が通り、「オーラヴ5世道路」とも呼ばれている。
この地域は時にÅ i Lofoten（"i"は"in"の意）と表記されることもある。これは他のÅという地域と区別するためである。郵便番号は"8392 Sørvågen"である。
2004年5月には「A からBへの自転車旅行」の起点となった。なお終点の「B」はアメリカ・ネブラスカ州のビー村（Bee）であった。

## 村名の由来
この村（当初は農場として）がåとして歴史上記録されたのは1567年のことであり、"Aa"と表記されていた。その名前は北ゲルマン語 で「小川」を意味する。